# San Bartolomeo al Mare
San Bartolomeo al Mare (im Ligurischen: San Bartumé) ist eine norditalienische Gemeinde mit 2958 Einwohnern (Stand 31. Dezember 2023) in der Region Ligurien. Politisch gehört sie zu der Provinz Imperia.

## Geographie
San Bartolomeo al Mare liegt an der Riviera di Ponente und nimmt den unteren Abschnitt des Valle Steria, am äußersten Rand der Provinz ein. Das Territorium der Gemeinde ist in drei Siedlungsräume unterteilt: San Bartolomeo, Pairola und Chiappa. Zu San Bartolomeo al Mare gehören die Siedlungen Rovere, Poiolo, Viali, Steri, San Simone, Richieri, Freschi, Tre Molini, Molini und Rocca. Von der Provinzhauptstadt Imperia ist die Gemeinde circa neun Kilometer entfernt.
Nach der italienischen Klassifizierung bezüglich seismischer Aktivität wurde die Gemeinde der Zone 3 zugeordnet. Das bedeutet, dass sich San Bartolomeo al Mare in einer seismisch wenig aktiven Zone befindet.

## Klima
Die Gemeinde wird unter Klimakategorie C klassifiziert, da die Gradtagzahl einen Wert von 1240 besitzt. Das heißt, die in Italien gesetzlich geregelte Heizperiode liegt zwischen dem 15. November und dem 31. März für jeweils 10 Stunden pro Tag.